# Malta
Malta (phiên âm tiếng Việt: Man-ta; /ˈmɒltə/ ⓘ MOL-tə, /ˈmɔːltə/ MAWL-tə, tiếng Malta: [ˈmɐːltɐ]), quốc hiệu là Cộng hòa Malta (tiếng Malta: Repubblika ta' Malta [rɛˈpʊbːlɪkɐ tɐ ˈmɐːltɐ]), là một đảo quốc Nam Âu, gồm một quần đảo ở Địa Trung Hải. Nó tọa lạc ở vị trí 80 km (50 mi) về phía nam của Ý, 284 km (176 mi) về phía đông của Tunisia, và 333 km (207 mi) về phía bắc của Libya. Quốc gia này chỉ có diện tích 316 km2 (122 dặm vuông Anh), với dân số khoảng 450.000 người, khiến nó trở thành một trong những quốc gia nhỏ nhất, vào loại có mật độ dân cư dày nhất. Thủ đô của Malta, Valletta, với diện tích 0.8 km², là thủ đô nhỏ nhất trong Liên minh châu Âu. Malta có hai ngôn ngữ chính thức: tiếng Malta và tiếng Anh.

## Địa lý

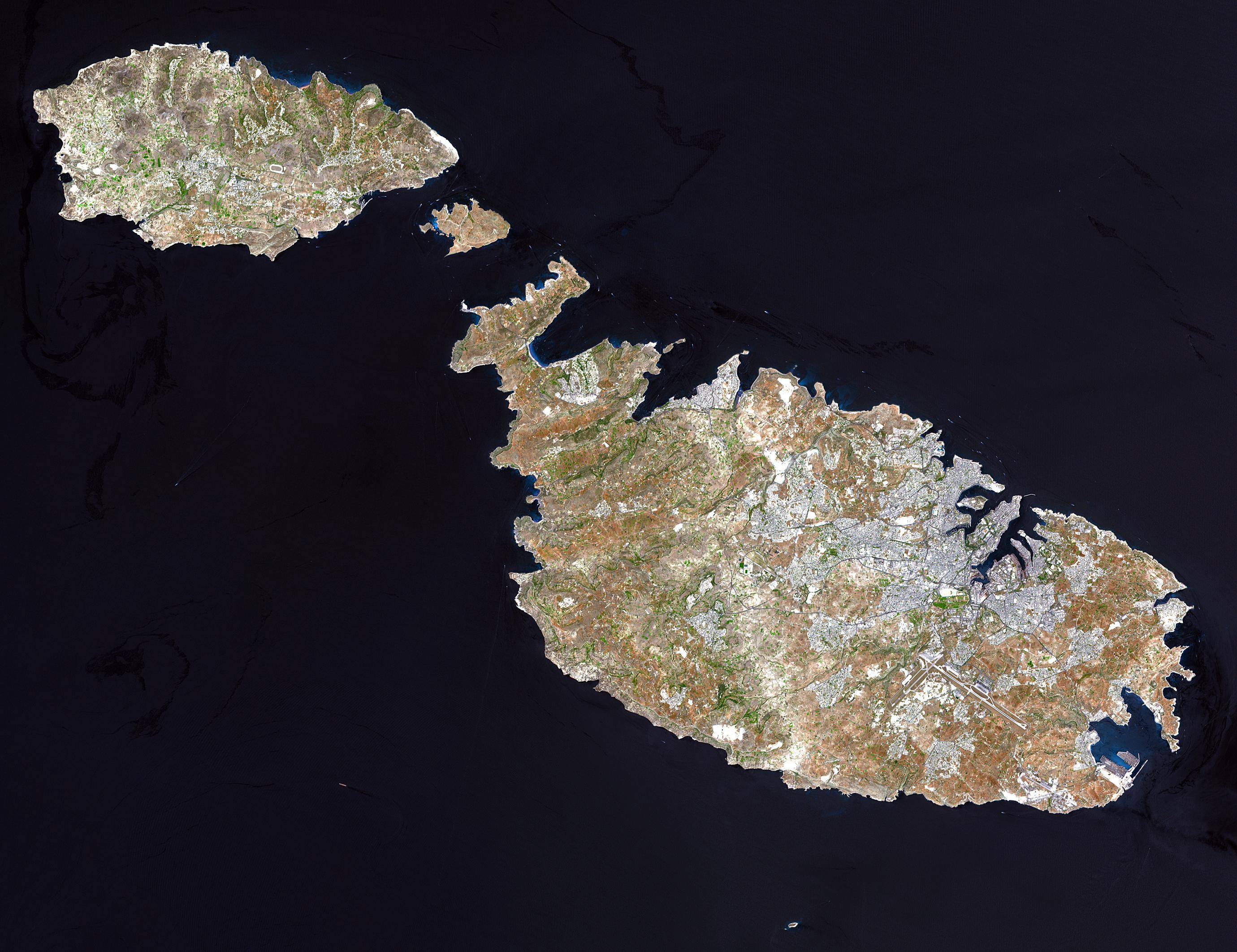
Ảnh từ vệ tinh của Malta

Malta là một quần đảo nằm giữa Địa Trung Hải (nằm ở lòng chảo phía đông). Chỉ có ba đảo lớn – Malta (Malta), Gozo (Għawdex), và Comino (Kemmuna) – là có người ở. Những đảo nhỏ (xem dưới đây) đều bỏ hoang. Quần đảo này là dấu tích của dải đất nối liền Sicilia và Bắc Phi, bị tách ra khi nước biển dâng cao ở cuối Kỉ Băng Hà.. Quần đảo Malta nằm ở rìa mảng kiến tạo Phi, nơi nó tiếp giáp với mảng Âu.
Rất nhiều vịnh nằm dọc theo bờ biển lồi lõm tạo ra các cảng đẹp. Địa hình bao gồm đồi thấp và đồng bằng. Điểm cao nhất của Malta là Ta' Dmejrek, cao 253 mét (830 ft), gần Dingli. Mặc dù có một vài sông nhỏ vào thời điểm có lượng mưa lớn, ở Malta không có một con sông hay hồ cố định nào. Tuy nhiên, có một vài suối chảy quanh năm ở Baħrija, l-Imtaħleb, San Martin, và thung lũng Lunzjata ở Gozo.
Theo Địa thực vật học, Malta thuộc về khu vực khí hậu Địa Trung Hải. Theo Quỹ Quốc tế Bảo vệ Thiên nhiên, lãnh thổ Malta thuộc về vùng rừng và cây bụi Địa Trung Hải.

### Những hòn đảo nhỏ thuộc quần đảo và không có người ở

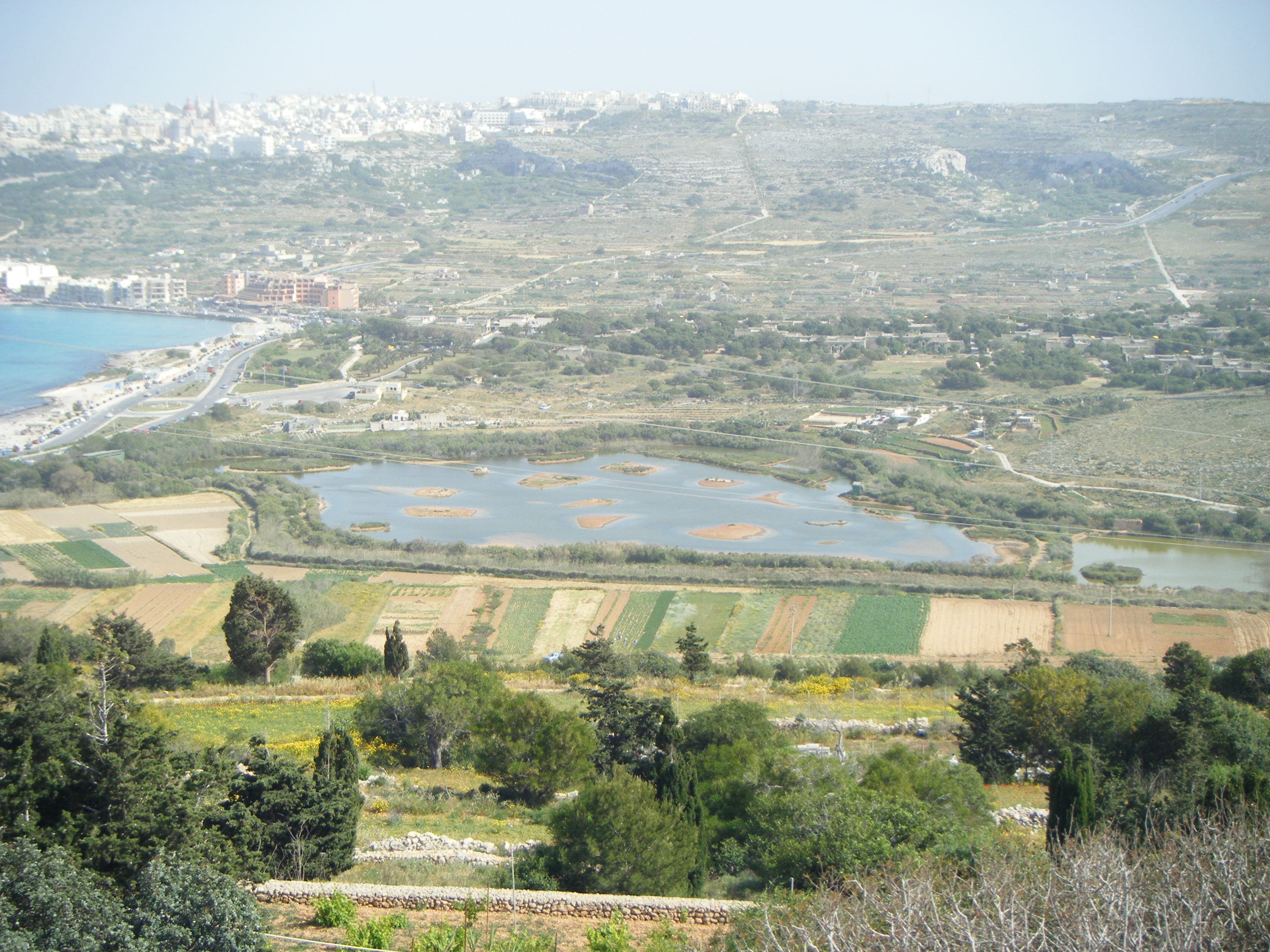
Maltese Landscape, Għadira

### Khí hậu

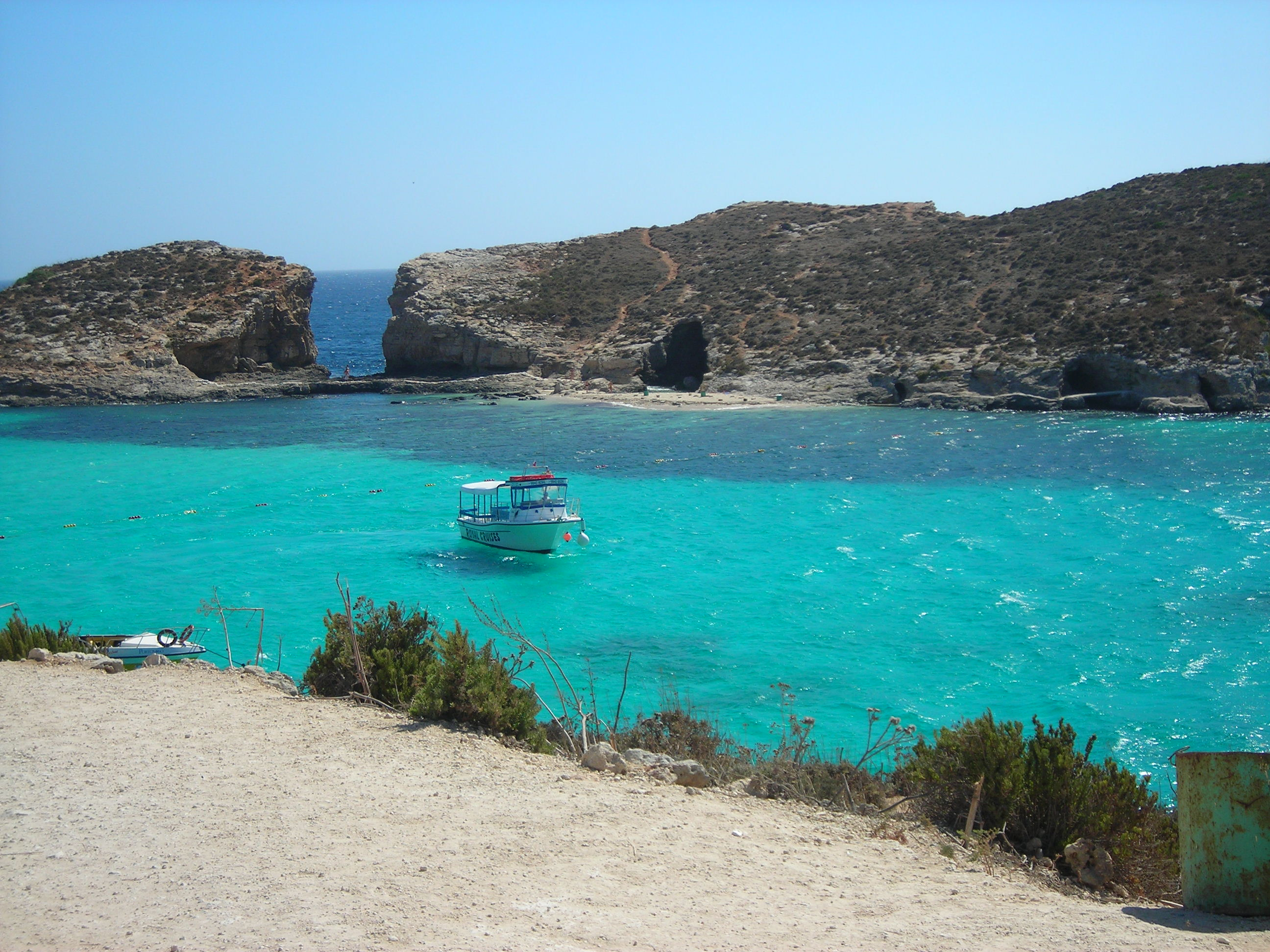
Vịnh Blue Lagoon nằm giữa Comino và đảo Cominotto

Malta có khí hậu Cận nhiệt Địa Trung Hải, với mùa đông không quá lạnh, mùa hè ấm nóng. Mưa nhiều vào mùa đông, mùa hạ nói chung khô hạn.
Nhiệt độ trung bình năm là 22–23 °C (72–73 °F) vào ban ngày và 15 °C (59 °F) vào ban đêm. Vào tháng lạnh nhất – tháng 1 – Nhiệt độ nằm trong khoảng 12 đến 20 °C (54 đến 68 °F) ban ngày và 7 đến 12 °C (45 đến 54 °F) ban đêm. Tháng nóng nhất là tháng 8, nhiệt độ nằm trong khoảng 28 đến 34 °C (82 đến 93 °F) ban ngày và 19 đến 24 °C (66 đến 75 °F) ban đêm. Nhìn chung mùa hè kéo dài 8 tháng, bắt đầu từ khoảng giữa tháng tư 19–23 °C (66–73 °F) vào ban ngày và 13–14 °C (55–57 °F) vào ban đêm, kết thúc vào tháng 11 với nhiệt độ khoảng 17–23 °C (63–73 °F) ban ngày và 11–20 °C (52–68 °F) ban đêm, mặc dù vậy, trong bốn tháng còn lại, nhiệt độ cũng có khi lên đến 20 °C (68 °F). Trong tất cả các thủ đô ở châu Âu, Valletta -thủ đô của Malta có mùa đông ấm nhất, với nhiệt độ trung bình khoảng 15–16 °C (59–61 °F) ban ngày và 9–10 °C (48–50 °F) ban đêm trong khoảng từ tháng Một đến tháng Hai. Vào tháng Ba và tháng 11, nhiệt độ trung bình khoảng 17 °C (63 °F) vào ban ngày và 11 °C (52 °F) ban đêm. Rất hiếm những biến động đột ngột về nhiệt độ. Malta cũng là một trong số ít những nước châu Âu "xanh quanh năm".
Nhiệt độ trung bình năm của nước biển vào khoảng 20 °C (68 °F) (cao nhất ở châu Âu), từ 16 °C (61 °F) vào tháng 1 đến 26 °C (79 °F) vào tháng 8.Trong cả sáu tháng – từ tháng 6 đến tháng 11 – nhiệt độ trung bình của nước biển lên đến 21 °C (70 °F).
Khoảng 3000 giờ nắng mỗi năm (cao hàng đầu châu Âu), từ trung bình trên 5 giờ mỗi ngày vàng tháng 12 đến trên 12 giờ vào tháng 6. tức là khoảng gấp đôi so với thành phố nằm ở phía bắc của châu Âu Luân Đôn – 1,461, chênh lệch này còn lớn hơn vào mùa đông, London chỉ có 37 giờ nắng trong khi khi Malta có 155 đến 167 giờ nắng vào tháng 12.
| Dữ liệu khí hậu của Malta                                         | Dữ liệu khí hậu của Malta | Dữ liệu khí hậu của Malta | Dữ liệu khí hậu của Malta | Dữ liệu khí hậu của Malta | Dữ liệu khí hậu của Malta | Dữ liệu khí hậu của Malta | Dữ liệu khí hậu của Malta | Dữ liệu khí hậu của Malta | Dữ liệu khí hậu của Malta | Dữ liệu khí hậu của Malta | Dữ liệu khí hậu của Malta | Dữ liệu khí hậu của Malta | Dữ liệu khí hậu của Malta |
| Tháng                                                             | 1                         | 2                         | 3                         | 4                         | 5                         | 6                         | 7                         | 8                         | 9                         | 10                        | 11                        | 12                        | Năm                       |
| ----------------------------------------------------------------- | ------------------------- | ------------------------- | ------------------------- | ------------------------- | ------------------------- | ------------------------- | ------------------------- | ------------------------- | ------------------------- | ------------------------- | ------------------------- | ------------------------- | ------------------------- |
| Cao kỉ lục °C (°F)                                                | 22.2 (72.0)               | 26.7 (80.1)               | 33.5 (92.3)               | 30.7 (87.3)               | 35.3 (95.5)               | 40.1 (104.2)              | 42.7 (108.9)              | 43.8 (110.8)              | 37.4 (99.3)               | 34.5 (94.1)               | 28.2 (82.8)               | 24.3 (75.7)               | 43.8 (110.8)              |
| Trung bình ngày tối đa °C (°F)                                    | 15.2 (59.4)               | 15.5 (59.9)               | 16.7 (62.1)               | 19.1 (66.4)               | 23.3 (73.9)               | 27.5 (81.5)               | 30.7 (87.3)               | 30.7 (87.3)               | 28.0 (82.4)               | 24.2 (75.6)               | 20.1 (68.2)               | 16.7 (62.1)               | 22.3 (72.1)               |
| Trung bình ngày °C (°F)                                           | 12.2 (54.0)               | 12.4 (54.3)               | 13.4 (56.1)               | 15.5 (59.9)               | 19.1 (66.4)               | 23.0 (73.4)               | 25.9 (78.6)               | 26.3 (79.3)               | 24.1 (75.4)               | 20.7 (69.3)               | 17.0 (62.6)               | 13.9 (57.0)               | 18.6 (65.5)               |
| Tối thiểu trung bình ngày °C (°F)                                 | 9.2 (48.6)                | 9.3 (48.7)                | 10.1 (50.2)               | 11.9 (53.4)               | 14.9 (58.8)               | 18.4 (65.1)               | 21.0 (69.8)               | 21.8 (71.2)               | 20.1 (68.2)               | 17.1 (62.8)               | 13.9 (57.0)               | 11.0 (51.8)               | 14.9 (58.8)               |
| Thấp kỉ lục °C (°F)                                               | 1.4 (34.5)                | 1.7 (35.1)                | 2.2 (36.0)                | 4.4 (39.9)                | 8.0 (46.4)                | 12.6 (54.7)               | 15.5 (59.9)               | 15.9 (60.6)               | 13.2 (55.8)               | 8.0 (46.4)                | 5.0 (41.0)                | 3.6 (38.5)                | 1.4 (34.5)                |
| Lượng Giáng thủy trung bình mm (inches)                           | 89.0 (3.50)               | 61.3 (2.41)               | 40.9 (1.61)               | 22.5 (0.89)               | 6.6 (0.26)                | 3.2 (0.13)                | 0.4 (0.02)                | 7.0 (0.28)                | 40.4 (1.59)               | 89.7 (3.53)               | 80.0 (3.15)               | 112.3 (4.42)              | 553.3 (21.78)             |
| Số ngày giáng thủy trung bình (≥ 0.1 mm)                          | 13.7                      | 10.9                      | 8.9                       | 6.4                       | 2.8                       | 1.1                       | 0.4                       | 1.0                       | 3.9                       | 10.2                      | 10.6                      | 14.2                      | 84.1                      |
| Độ ẩm tương đối trung bình (%)                                    | 79                        | 79                        | 79                        | 77                        | 74                        | 71                        | 69                        | 73                        | 77                        | 78                        | 77                        | 79                        | 76                        |
| Số giờ nắng trung bình tháng                                      | 158.1                     | 172.3                     | 223.2                     | 246.0                     | 300.7                     | 327.0                     | 365.8                     | 337.9                     | 261.0                     | 220.1                     | 183.0                     | 155.0                     | 2.950,1                   |
| Nguồn 1: Tổ chức Khí tượng Thế giới (UN) NOAA (sun data)          |                           |                           |                           |                           |                           |                           |                           |                           |                           |                           |                           |                           |                           |
| Nguồn 2: Malta Airport Meteorological Office (extremes 1947−2010) |                           |                           |                           |                           |                           |                           |                           |                           |                           |                           |                           |                           |                           |

## Lịch sử
Do có vị trí chiến lược quan trọng nên hòn đảo này từ xưa bị người Phoenicia, đến người Hy Lạp, người Carthage và người La Mã tranh giành quyền thống trị. Khoảng năm 58, trong một tai nạn đắm tàu gần đảo Malta, Thánh Phaolô đã lưu lại và rao giảng Phúc âm trên đảo này. Năm 870, Malta rơi vào tay người Ả Rập. Bá tước Roger I chinh phục Malta năm 1090, từ đây số phận của đảo này gắn liền với lịch sử của vương quốc Sicilia cho đến thế kỷ XVI. Năm 1530, Charles Quint giao lại đảo này cho dòng Hiệp sĩ Cứu tế, nơi đây trở thành căn cứ quân sự chống lại người Thổ Nhĩ Kỳ. Malta bị Napoléon Bonaparte chiếm giữ năm 1798. Người Anh giành lại đảo này sau hai năm vây hãm. Malta trở thành thuộc địa và là căn cứ quân sự của thực dân Anh từ năm 1813.
Trong Chiến tranh thế giới thứ II, Malta giữ một vai trò quan trọng trong cuộc chiến ở Địa Trung Hải (1940-1943), trở thành đảo quốc độc lập và là nước thành viên trong Khối Liên hiệp Anh năm 1964. Năm 1972, Malta đã thỏa thuận với Anh việc đóng cửa các căn cứ Anh trên đảo, việc ký kết có hiệu lực năm 1979. Malta tuyên bố là nước cộng hòa năm 1974. Sau khi kết thúc liên minh với Anh, Malta tìm cách đảm bảo chính sách trung lập của mình thông qua các thỏa thuận với các nước khác. Malta gia nhập Liên minh châu Âu từ năm 2004.

## Chính trị
Theo chế độ cộng hòa, đứng đầu Nhà nước là Tổng thống (nhiệm kỳ 5 năm). Quốc hội gồm 1 Viện với 65 ghế (nhiệm kỳ 5 năm). Theo Hiến pháp Malta, Tổng thống được các Nghị sĩ bầu với nhiệm kỳ 5 năm. Dựa trên kết quả bầu cử, lãnh đạo đảng nào hoặc lãnh đạo liên minh đảng nào được đa số phiếu sẽ được chỉ định làm thủ tướng. Theo kết quả cuộc bầu cử tháng 3 năm 2004, Tổng thống Eddie Fenech Adami được 33/65 phiếu.

### Đối ngoại
Là một nước nhỏ nên Malta chọn lọc trong việc chọn đối tác quan hệ. Do lịch sử, Malta có quan hệ khá chặt chẽ với Anh. Malta ưu tiên chính phát triển quan hệ với các nước thành viên EU, bên cạnh đó, Malta cũng chú trọng mở rộng quan hệ với các nước láng giềng trong khu vực Địa Trung Hải và Bắc Phi; các nước lớn ở Trung Âu và vùng Baltic; và tại Châu Á là Trung Quốc.
Năm 2004, Malta gia nhập khối EU. Malta còn là thành viên của Liên Hợp Quốc (1 tháng 12 năm 1964)

#### Chính sách quốc tịch
Với mục đích hỗ trợ phát triển kinh tế, Malta đưa ra nhiều chính sách phát triển kinh tế, trong đó Chương trình Nhà đầu tư Cá nhân của Malta (IIP) được giới thiệu vào đầu năm 2014, cho phép cấp quốc tịch cho các cá nhân và gia đình giàu có trên thế giới tại Malta.
Những người muốn hay được cấp hộ chiếu Malta phải giàu có để đáp ứng chính sách đầu tư của chính phủ Malta qua hình thức đầu tư trực tiếp bằng tiền, mua trái phiếu, mua bất động sản theo Chương trình nhà đầu tư cá nhân của Malta. Ví như, nếu mua trái phiếu chính phủ Malta hoặc các dạng trái phiếu được chính quyền công nhận, nhà đầu tư cần bỏ ra ít nhất 150 nghìn euro với cam kết 5 năm trở lên. Chỉ sau khi có bất động sản và được cấp quyền định cư, nhà đầu tư mới được cấp quốc tịch. Ước tính, để có được quốc tịch Malta phải tốn ít nhất là gần 900 nghìn USD.
Thủ tục pháp lý của IIP khá nhanh gọn. Nếu Việt Nam phải mất 5 năm sinh sống kể từ thời điểm xin nhập tịch thì tại Malta chỉ cần 12 tháng. Thậm chí, nếu đã đáp ứng được các yêu cầu cư trú của Malta theo tiêu chuẩn IIP, khoảng thời gian được công nhận quốc tịch chỉ trong 6 tháng. Theo quy định của pháp luật Malta thì các cá nhân đầu tư để có quốc tịch thứ hai không phải từ bỏ quốc tịch hiện có của họ.
Các ứng viên thành công sẽ được cấp quốc tịch ở Malta bằng một Giấy Chứng Nhận Nhập Tịch và có thể được mở rộng cho cả gia đình của họ. Khi một ứng viên được cấp quốc tịch Malta, sẽ trở thành công dân châu Âu, họ được hưởng quyền tự do đi lại tới tất cả 28 quốc gia châu Âu và Thụy Sĩ. Họ được phép thành lập doanh nghiệp ở Malta và được cấp hộ chiếu Malta cho phép họ được miễn thị thực khi đến hơn 160 quốc gia trên toàn thế giới trong đó có cả Mỹ.

## Kinh tế
Kinh tế khá đa dạng và thịnh vượng. Vốn đầu tư nước ngoài gia tăng đáng kể từ năm 1987 vào các ngành hàng hải, hàng không, tài chính và văn hóa. Nông nghiệp trồng trọt gồm ngũ cốc và rau quả. Du lịch là một ngành quan trọng. Tính đến năm 2016, GDP của Malta đạt 10.463 USD, đứng thứ 133 thế giới và đứng thứ 42 châu Âu.
Đồng tiền: Euro.
GDP: 5.4 tỷ USD (2006).
Tăng trưởng GDP năm 2006: 2.4%.
Thu nhập bình quân đầu người:: 21.000 USD (2006)
Lạm phát: 2.6% (2006).
Xuất khẩu: 2,4 tỷ USD (2006) với các mặt hàng máy móc và phương tiện vận chuyển.
Đối tác xuất khẩu: Singapore, Mỹ, Anh, Đức, Pháp, Trung Quốc và Ý.
Nhập khẩu: 4.0 tỷ USD (2006) chủ yếu là thực phẩm, máy chưa lắp ráp hoàn thiện và các phương tiện vận chuyển.
Với vị trí địa lý thuận lợi, Malta có tài nguyên thiên nhiên chính là đá vôi. Malta chỉ sản xuất 20% nhu cầu thực phẩm và thiếu nguồn nước ngọt. Nền kinh tế Malta dựa chủ yếu vào trao đổi thương mại nước ngoài, du lịch, sản xuất đồ điện tử và dệt may, đóng và sửa chữa thuyền.
Dịch vụ chiếm 74% tổng sản phẩm xã hội.
Công nghiệp chiếm 23% bao gồm các mặt hàng máy móc, sản xuất và sửa chữa tàu thuyền, thực phẩm, giày dép và quần áo...
Nông nghiệp chiếm 3%.
Lực lượng lao động: 164.000 người (2006).
Tỷ lệ thất nghiệp: 6,8% (2006).

## Tôn giáo
Tôn giáo ở Malta (thống kê năm 2021)
Công giáo Rôma là quốc giáo ở Malta bởi quốc đảo này theo truyền thuyết đã có một lịch sử lâu dài 2000 năm gắn bó với Kitô giáo, kể từ vụ đắm tàu của Tông đồ Phaolô vào khoảng năm 60 Công Nguyên. Theo Văn phòng Thống Kê Trung ương của Tòa Thánh Vatican cuối năm 2008, Malta chỉ có 443,000 dân, trong đó có 418,000 (tức 94.4%) là tín hữu Công giáo Rôma chiếm 97% dân số. Malta có hai giáo phận và 85 giáo xứ với 9 Giám mục, 853 linh mục, 1.143 tu sĩ, 1.231 giáo lý viên, 269 tiểu chủng sinh và 91 đại chủng sinh. Có 17.786 học sinh tham dự ở 80 trung tâm giáo dục Công giáo, từ mẫu giáo tới đại học. Các hoạt động bác ái xã hội do Công giáo điều hành bao gồm 24 nhà chăm sóc cho người tàn tật và già yếu, 26 viện mồ côi và nhà trẻ, 9 trung tâm tham vấn về gia đình và phò sự sống, 24 trung tâm giáo dục và phục hồi, và 4 tổ chức các loại khác.

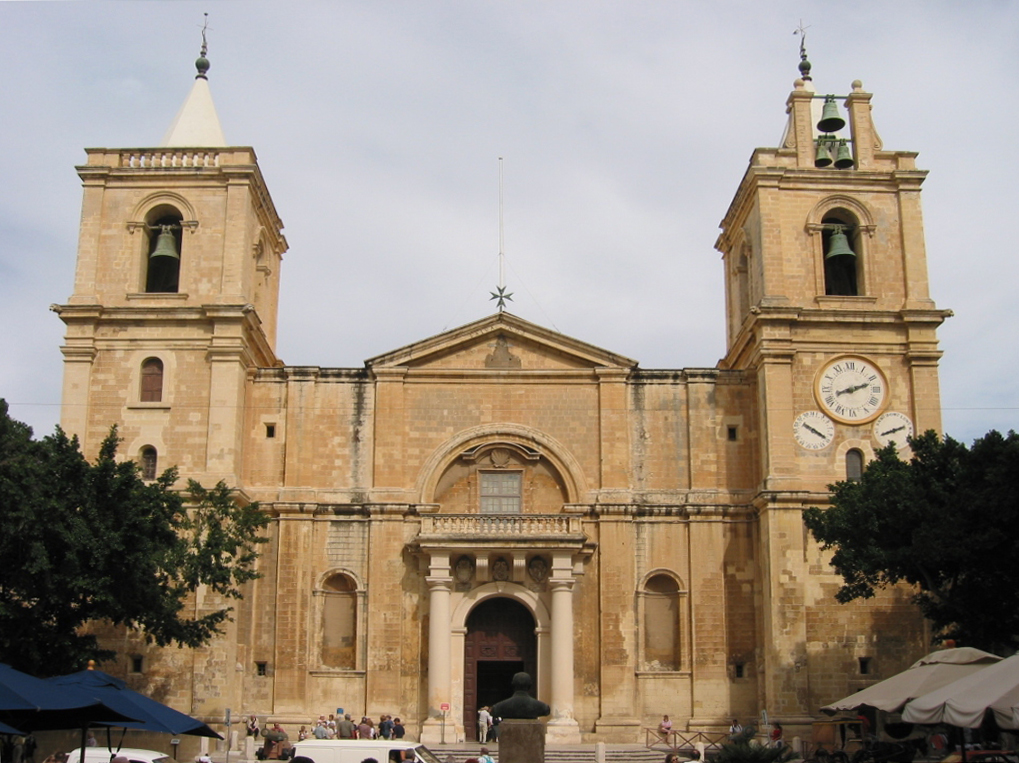
Nhà thờ Thánh Gioan ở Malta.

Ngoài ra Malta còn 1% Kitô hữu ngoài Công giáo bao gồm Chính Thống giáo và Tin Lành; 1% theo Hồi giáo và 1% không theo đạo nào.